# 기타이사하야촌
기타이사하야촌(北諫早村)은 나가사키현 기타타카키군에 있던 촌이다. 

## 역사
- 1889년 4월 1일 - 정촌제 시행에 의해 기타타카키군 기타이사하야촌이 성립하였다.
- 1898년 11월 27일 - 규슈철도 나가사키선 이사하야역이 설치되었다.
- 1911년 8월 24일 - 시마바라 철도선의 이사하야역이 개업하였다.
- 1923년 4월 1일 - 구 이사하야정, 이사하야촌과 합병해 새로운 이사하야정이 성립하여, 기타이사하야촌은 소멸하였다.

## 교통

### 철도
- 철도성
  - 나가사키 본선
- 시마바라 철도
  - 시마바라 철도선

## 참고문헌
- 角川日本地名大辞典 42 長崎県
- 長崎縣告示第百號 北高来郡諫早3町村合併の件 보관됨 2017-12-24 - 웨이백 머신 長崎県公報 大正12年3月12日付